# Río La Pasión
Der rund 345 Kilometer lange Río La Pasión hat zwei Quellflüsse – den Río Machaquilá und den Río Cancuén. Er bildet seinerseits – zusammen mit dem Río Salinas – einen der beiden Quellflüsse des Río Usumacinta und entwässert weite Gebiete des südlichen Petén-Tieflandes von Guatemala.

## Geschichte
An den Ufern des Río La Pasión befinden sich mehrere archäologisch bedeutsame Maya-Stätten wie Dos Pilas, Tamarindito, Altar de Sacrificios, Aguateca, Seibal oder Machaquilá, was darauf hinweist, dass der Fluss bereits zur Zeit der Maya und wahrscheinlich schon viel früher eine bedeutsame Lebensader für die Bevölkerung der Gegend darstellte.

## Heutige Nutzung
Wie der Río Usumacinta im Westen und der Río San Pedro im Norden des Petén wird auch der Río La Pasión – trotz des zunehmenden Straßenverkehrs – immer noch von kleineren Personen- und Lastbooten befahren. Außerdem spielt der Fährverkehr eine wichtige Rolle. Die Uferzonen sind zumeist mit dichtem Urwald bedeckt, was jedoch nicht darüber hinwegtäuschen sollte, dass weiträumige Flächen im Hinterland als Felder oder Weideland landwirtschaftlich genutzt werden.

## Fauna
Ein seltener Anblick entlang des Río La Pasión sind Flusskrokodile oder Tukane. Reiher sieht man häufiger, denn im Fluss gibt es noch ausreichend Fische. Auch Flussschildkröten sonnen sich manchmal auf Baumstämmen, Steinen, Sandbänken oder am Ufer.